# Kaveh Madani

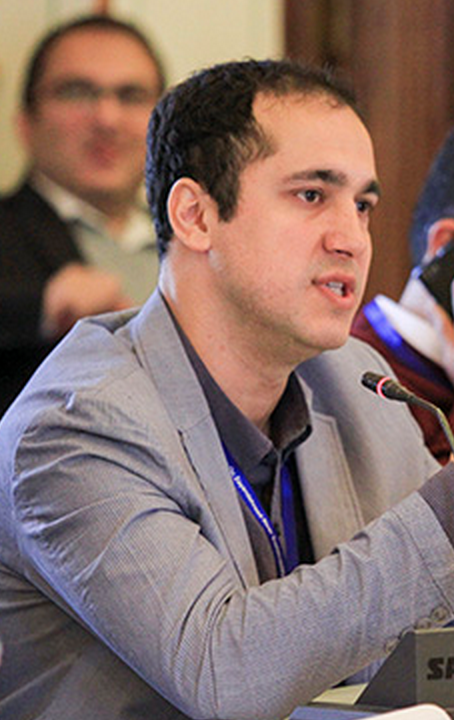
Kaveh Madani

Kaveh Madani (persisch کاوه مدنی; geb. 30. Juli 1981 in Teheran) ist ein iranischer Wissenschaftler, Umweltaktivist und ein Visiting Professor am Zentrum für Umweltpolitik (CEP) des Imperial College London.
Er ist ehemaliger stellvertretender Vizepräsident des Iran und stellvertretender Leiter des iranischen Umweltministeriums. Zudem war er Vizepräsident des Umweltprogramms der Vereinten Nationen.
Er ist international für seine Arbeit zur Integration von Spieltheorie und Entscheidungsanalyse in Wasserressourcenmanagementmodelle bekannt. Er hat in den letzten Jahren eine wichtige Rolle bei der Sensibilisierung der Öffentlichkeit für Wasser- und Umweltprobleme im Iran gespielt. Seine Forschungstätigkeiten und seine große Öffentlichkeitsarbeit haben die Wasserpolitik im Iran beeinflusst.

## Wirken
Madani absolvierte 2003 ein Bachelorstudium im Fach Wasserbauingenieurwesen an der Universität Täbris und ein Masterstudium im Bereich Wasserressourcen. Er war von 2006 bis 2009 an der University of California, Davis, als wissenschaftlicher Mitarbeiter tätig und danach als Postdoc an der University of California, Riverside. Von 2008 bis 2009 war er Lecturer an der California State University, Sacramento. 2008 gründete er WaterSISWEB. Von 2011 bis 2013 war er Assistant Professor an der University of Central Florida. Seit 2013 ist er Professor am Imperial College London in verschiedenen Rängen.
Madani ist Mitglied der American Society of Civil Engineers, der American Geophysical Union, der American Water Resources Association und des Environmental and Water Resources Institute (EWRI).
Madani war für kurze Zeit stellvertretender Vizepräsident des Umweltamtes des Iran, zog sich aber auf Druck der Hardliner zurück und verließ den Iran, nachdem er verhaftet wurde.

### Werk
- Iran’s decision-makers must shoulder the blame for its water crisis in theGuardian.com vom 5. August 2021

## Auszeichnungen
- 2012: New Face of Civil Engineering, Auszeichnung der American Society of Civil Engineers[14]
- 2016: Arne Richter Award der European Geosciences Union für Fundamental contributions to integrating game theory and decision analysis into water management models[15]
- 2017: Walter L. Huber Civil Engineering Research Prize der American Society of Civil Engineers für Ground-breaking research in developing methods for the allocation of scarce water resources merging conflict-resolution and game-theoretic concepts for application to complex water resources systems und Outstanding leadership in the application of systems analysis to environmental, water and energy resource problems (seine bahnbrechende Forschung in der Entwicklung von Methoden zur Zuteilung knapper Wasserressourcen, die Konfliktlösungs- und spieltheoretische Konzepte für die Anwendung in komplexen Wasserressourcensystemen zusammenführen).[2]

Quelle: